# 韋伯電動力學
韦伯電動力學（英語：Weber electrodynamics）是一种早于麦克斯韦电动力学的电磁理论，在19世纪末被后者取代。韦伯电动力学主要基于安德烈-馬里·安培、卡尔·弗里德里希·高斯和威廉·爱德华·韦伯的研究成果。在该理论中，库仑定律依赖于速度和加速度。韦伯电动力学仅适用于静电学、静磁学与准静态近似。它不适用于描述电磁波，也不适用于计算运动速度很快或加速度较大的带电粒子之间的相互作用。
韦伯电动力学的显著特点在于，它可以在不引入磁场的情况下，描述直流电、低频交流电以及永磁体之间的磁力作用。

## 历史
1820年左右，安德烈-馬里·安培进行了大量关于直流电的系统性实验。最终在1823年，他提出了力学定律：
| {\displaystyle d^{2}\mathbf {F} =-{\frac {\mu _{0}}{4\,\pi }}\,I_{1}\,I_{2}\,{\frac {\mathbf {r} }{r^{3}}}\left(2\left(d\mathbf {s} _{1}\cdot d\mathbf {s} _{2}\right)-{\frac {3}{r^{2}}}\left(\mathbf {r} \cdot d\mathbf {s} _{1}\right)\left(\mathbf {r} \cdot d\mathbf {s} _{2}\right)\right),} |  | 1 |

该式可以用于计算电流元{\displaystyle I_{2}\,d\mathbf {s} _{2}}对另一个电流元{\displaystyle I_{1}\,d\mathbf {s} _{1}}所施加的力{\displaystyle d^{2}\mathbf {F} }。式中，矢量{\displaystyle \mathbf {r} }从电流元{\displaystyle I_{2}\,d\mathbf {s} _{2}}指向{\displaystyle I_{1}\,d\mathbf {s} _{1}}。电流元{\displaystyle I\,d\mathbf {s} }应被理解为导体长度{\displaystyle s}上极小的一段，其中有着电流{\displaystyle I}，沿{\displaystyle \mathbf {s} }的方向流动。
1835年，卡尔·弗里德里希·高斯认识到，安培力定律可以通过对库仑定律的一个小幅推广来加以解释。他假设点电荷{\displaystyle q_{2}}对另一个点电荷{\displaystyle q_{1}}施加的电场力不仅取决于距离{\displaystyle \mathbf {r} =\mathbf {r} _{1}-\mathbf {r} _{2}}，还取决于相对速度{\displaystyle \mathbf {v} ={\dot {\mathbf {r} }}_{1}-{\dot {\mathbf {r} }}_{2}}：
| {\displaystyle \mathbf {F} ={\frac {q_{1}\,q_{2}}{4\,\pi \,\epsilon _{0}}}\,\left(1+{\frac {v^{2}}{c^{2}}}-{\frac {3}{2}}\left({\frac {\mathbf {r} }{r}}\cdot {\frac {\mathbf {v} }{c}}\right)^{2}\right)\,{\frac {\mathbf {r} }{r^{3}}}.} |  | 2 |

重要的是，高斯的力学定律是对安培力学定律的重要推广，因为运动的点电荷并不等同于直流电流。事实上，今天安培力定律已不再以其原始形式呈现，因为对于直流电流，已经存在等效的表述方式，例如结合毕奥-萨伐尔定律与洛伦兹力的描述。这正是韦伯电动力学与麦克斯韦电动力学分道扬镳的关键点，因为詹姆斯·克拉克·麦克斯韦决定将其理论建立在毕奥-萨伐尔定律的基础之上，而该定律最初也仅适用于闭合导体回路。

威廉·爱德华·韦伯对韦伯电动力学的贡献在于，他对高斯的力学公式进行了扩展，使得可以为势能提供一个表达式。他在1848年提出了如下的公式：
| {\displaystyle U={\frac {q_{1}q_{2}}{4\pi \epsilon _{0}r}}\left(1-{\frac {{\dot {r}}^{2}}{2c^{2}}}\right),} |  | 3 |

其中，{\displaystyle {\dot {r}}}表示径向速度。韦伯还进行了大量实验，并在其重要著作中详尽地记录了当时的知识现状。
自19世纪70年代左右位移电流的概念被引入以来，韦伯电动力学和高斯的假设逐渐被人遗忘，因为完整的麦克斯韦方程组首次使得对电磁波的描述成为可能。
从大约1880年起，迈克尔逊-莫雷实验等一系列实验表明，电磁波在真空中以光速传播，并且不受发射源或接收器运动状态的影响。这一结果与麦克斯韦方程的预测并不一致，因为麦克斯韦方程描述的是在介质中传播的波动。为了解决这一问题，洛伦兹变换被发展出来。由此，高斯关于电力作用依赖于相对速度的假设以一种修正的形式被重新纳入理论体系中。

## 数学表述
在韦伯电动力学中，一个轨迹为{\displaystyle \mathbf {r} _{2}(t)}的点电荷{\displaystyle q_{2}}在时间{\displaystyle t}对另一个轨迹为{\displaystyle \mathbf {r} _{1}(t)}的点电荷{\displaystyle q_{1}}的电磁力{\displaystyle \mathbf {F} }由下式给出
| {\displaystyle \mathbf {F} ={\frac {q_{1}q_{2}}{4\pi \epsilon _{0}}}{\frac {\mathbf {\mathbf {r} } }{r^{3}}}\left(1-{\frac {{\dot {r}}^{2}}{2c^{2}}}+{\frac {r{\ddot {r}}}{c^{2}}}\right).} |  | 4 |

其中{\displaystyle \mathbf {r} =\mathbf {r} _{1}(t)-\mathbf {r} _{2}(t)}為{\displaystyle q_{1}}相对于{\displaystyle q_{2}}的位移，而{\displaystyle r=\Vert \mathbf {r} \Vert }是距离。注意到
| {\displaystyle {\dot {r}}={\frac {\mathrm {d} }{\mathrm {d} t}}\Vert \mathbf {r} \Vert ={\frac {\mathrm {d} }{\mathrm {d} t}}{\sqrt {\mathbf {r} \cdot \mathbf {r} }}={\frac {\mathbf {r} \cdot {\dot {\mathbf {r} }}}{r}}} |  | 5 |

是径向速度，而
| {\displaystyle {\ddot {r}}={\frac {\mathrm {d} ^{2}}{\mathrm {d} t^{2}}}\Vert \mathbf {r} \Vert ={\frac {\mathrm {d} ^{2}}{\mathrm {d} t^{2}}}{\sqrt {\mathbf {r} \cdot \mathbf {r} }}={\frac {\mathbf {r} \cdot {\ddot {\mathbf {r} }}}{r}}-{\frac {(\mathbf {r} \cdot {\dot {\mathbf {r} }})^{2}}{r^{3}}}+{\frac {{\dot {\mathbf {r} }}\cdot {\dot {\mathbf {r} }}}{r}}} |  | 6 |

是径向加速度。如果将此带入韦伯力公式(4)，则通过{\displaystyle {\dot {\mathbf {r} }}=\mathbf {v} }和{\displaystyle {\ddot {\mathbf {r} }}=\mathbf {a} }可以得到另一种表达形式：
| {\displaystyle \mathbf {F} ={\frac {q_{1}q_{2}}{4\pi \varepsilon _{0}}}{\frac {\mathbf {r} }{r^{3}}}\left(1+{\frac {v^{2}}{c^{2}}}-{\frac {3}{2}}\left({\frac {\mathbf {r} }{r}}\cdot {\frac {\mathbf {v} }{c}}\right)^{2}+{\frac {\mathbf {r} \cdot \mathbf {a} }{c^{2}}}\right).} |  | 7 |

对于{\displaystyle \mathbf {a} \approx \mathbf {0} }，可以得到方程(2)，这正是高斯在1835年提出的。

### 势能与力的关系
韦伯力的势能方程(3)与力的公式(4)相容，二者可以通过方程(5)与直接从牛顿运动定律得出的方程{\displaystyle \mathbf {F} =-{\frac {\mathbf {r} }{\mathbf {r} \cdot {\dot {\mathbf {r} }}}}\,{\dot {U}}}来证明。

### 能量、动量和角动量的守恒性
在韦伯电动力学中，能量、动量和角动量都是守恒量。动量守恒源于韦伯力遵守牛顿第三定律的特性：如果交换作用力的施力者和受力者，力的大小不变，仅改变方向。角动量守恒则是韦伯力属于有心力的结果。
很容易证明仅包含两个粒子的孤立系统能量守恒。方程(5)给出{\displaystyle \mathbf {r} \cdot {\dot {\mathbf {r} }}=r\,{\dot {r}}}，这可以推导出
{\displaystyle \mathbf {F} \cdot {\dot {\mathbf {r} }}={\frac {q_{1}q_{2}}{4\pi \varepsilon _{0}}}{\frac {\dot {r}}{r^{2}}}\left(1-{\frac {{\dot {r}}^{2}}{2c^{2}}}+{\frac {r{\ddot {r}}}{c^{2}}}\right).}
韦伯力的势能(3)对时间的导数为
{\displaystyle {\dot {U}}={\frac {q_{1}\,q_{2}}{4\,\pi \,\varepsilon _{0}}}\left(-{\frac {\dot {r}}{r^{2}}}+{\frac {{\dot {r}}^{3}}{2r^{2}c^{2}}}-{\frac {{\dot {r}}{\ddot {r}}}{rc^{2}}}\right)=-{\frac {q_{1}\,q_{2}}{4\,\pi \,\varepsilon _{0}}}{\frac {\dot {r}}{r^{2}}}\left(1-{\frac {{\dot {r}}^{2}}{2c^{2}}}+{\frac {r{\ddot {r}}}{c^{2}}}\right).}
比较两式，可以得出{\displaystyle {\dot {U}}}等于{\displaystyle -\mathbf {F} \cdot {\dot {\mathbf {r} }}}。应用牛顿第二定律，可以得出{\displaystyle {\dot {U}}=-m\,{\ddot {\mathbf {r} }}\cdot {\dot {\mathbf {r} }}}。除了符号不同，右边对应于动能对时间导数。这意味着势能的每一次变化都会被动能的相应变化所完全抵消。因此，总能量——即势能与动能之和——必然是一个守恒量。

## 韦伯电动力学的拉格朗日方程
根據韦伯电动力学，我們可以知道兩個帶電質點之間的位能可以下列形式表式：{\displaystyle U={\frac {q_{1}q_{2}}{r}}(1-{\frac {{\dot {r}}^{2}}{c^{2}}})}
其中{\displaystyle q_{1}}與{\displaystyle q_{2}}分別為質點1和2的帶電量，{\displaystyle {\vec {r}}={\vec {r_{1}}}-{\vec {r_{2}}}}為兩個帶電質點間的距離。而平面上質點的動能可以表示成{\displaystyle T={\frac {1}{2}}m{\dot {r}}+{\frac {1}{2}}mr^{2}{\dot {\theta }}^{2}}
因此拉格朗日量{\displaystyle L=T-U}可以寫成
{\displaystyle L={\frac {1}{2}}m{\dot {r}}+{\frac {1}{2}}mr^{2}{\dot {\theta }}^{2}-{\frac {q_{1}q_{2}}{r}}(1+{\frac {{\dot {r}}^{2}}{c^{2}}})}
其中
{\displaystyle {\frac {\partial L}{\partial {\dot {r}}}}=m{\dot {r}}-{\frac {2{\dot {r}}}{rc^{2}}}}
{\displaystyle {\frac {d}{dt}}{\frac {\partial L}{\partial {\dot {r}}}}=m{\ddot {r}}-{\frac {2{\ddot {r}}}{rc^{2}}}-{\frac {2{\dot {r}}}{r^{2}c^{2}}}}
{\displaystyle {\frac {\partial L}{\partial r}}=mr{\dot {\theta }}^{2}+{\frac {q_{1}q_{2}}{r}}(1+{\frac {{\dot {r}}^{2}}{c^{2}}})}
{\displaystyle {\frac {d}{dt}}{\frac {\partial L}{\partial {\dot {\theta }}}}={\frac {d}{dt}}(mr^{2}{\dot {\theta )}}=mr^{2}{\ddot {\theta }}+2mr{\dot {r}}{\dot {\theta }}}
{\displaystyle {\frac {\partial L}{\partial {\theta }}}=0}
將上列式子代入拉格朗日方程：
{\displaystyle {\frac {d}{dt}}{\frac {\partial L}{\partial {\dot {r}}}}-{\frac {\partial L}{\partial r}}=0}
{\displaystyle {\frac {d}{dt}}{\frac {\partial L}{\partial {\dot {\theta }}}}-{\frac {\partial L}{\partial {\theta }}}=0}
可得到运动方程
{\displaystyle m{\ddot {r}}-mr{\dot {\theta }}=q_{1}q_{2}{\frac {1}{r^{2}}}(1-{\frac {{\dot {r}}^{2}-2{\dot {r}}{\ddot {r}}}{c^{2}}})}
{\displaystyle {\frac {d}{dt}}(mr^{2}{\dot {\theta }})=mr^{2}{\ddot {\theta }}+2mr{\dot {r}}{\dot {\theta }}}
由极坐标系可知
{\displaystyle m{\ddot {r}}-mr{\ddot {\theta }}=F_{r}}
{\displaystyle {\frac {d}{dt}}(mr^{2}{\dot {\theta }})=rF_{e}}
所以运动方程可以寫成以下的形式
{\displaystyle F_{r}=q_{1}q_{2}{\frac {1}{r^{2}}}(1-{\frac {{\dot {r}}-2{\dot {r}}{\ddot {r}}}{c^{2}}})}
{\displaystyle F_{e}=0}
從上式我們可以知到{\displaystyle \mathbf {r} }方向的作用力即為韦伯力，另外，注意到θ方向是沒有作用力的，即兩個帶電質點間沒有力矩作用，因此韦伯电动力学中的作用力是在兩個質點連心線上，遵守牛頓第三運動定律的强形式，此結果和麦克斯韦-洛伦兹电动力学中的洛伦兹力有很大的不同，接下來的部分將會對兩種不同形式的電動力學做討論。

## 韦伯电动力学与麦克斯韦电动力学的比较

### 洛伦兹力
在直流电和非相对论速度的条件下，麦克斯韦电动力学与韦伯电动力学是等效的，因为直流电只能在闭合导体回路中流动。正如麦克斯韦大约150年前所示，在这种条件下，安培力定律可以有多种等效的表述方式。
麦克斯韦电动力学采用的是一种两步式的方法：第一步是为每一个电流元赋予一个磁场{\displaystyle \mathbf {B} }；第二步是规定，作用于以速度{\displaystyle \mathbf {v} }运动的试验电荷{\displaystyle q}上的力{\displaystyle \mathbf {F} }，可以通过公式{\displaystyle q\,\mathbf {v} \times \mathbf {B} }来计算。在麦克斯韦的时代，速度{\displaystyle \mathbf {v} }被理解为试验电荷相对于传播磁场的介质的速度。在麦克斯韦电动力学中，洛伦兹力是一条无法再进一步追溯其成因或机制的物理定律。
相比之下，韦伯电动力学并不引入磁场或洛伦兹力的概念，而是通过以下设想来解释电流对试验电荷{\displaystyle q}的作用力：携带电流的导体中包含正负点电荷，这些电荷相对于试验电荷以略有差异的相对速度运动。这种差异进一步导致作用力发生轻微的畸变，从而在试验电荷运动的不同速度下产生残余力。这些残余力的总和，恰好与洛伦兹力完全一致。
这意味着，韦伯电动力学通过相对性原理来解释洛伦兹力，尽管这一解释仅适用于远低于光速的相对速度。因此，高斯在1835年提出的假设，实际上已经是将磁现象视为一种相对论效应的早期解释。这一解释并未被纳入麦克斯韦的电动力学体系之中。

### 电磁波
对于交流电和点电荷，安培力定律的不同表述并不等价。麦克斯韦熟知韦伯电动力学，并曾给予积极评价。然而，他最终选择以毕奥-萨伐尔定律为基础，构建自己的理论，并将其推广至导体回路中存在不连续性的情形。位移电流的重要性可以通过研究一个加速电子对静止试验电荷所产生的电磁力场来体现。视频显示的是一个电子在3纳秒内被加速至光速的75%时所产生的场。
在韦伯力的情形中，可以观察到原本呈放射状的力场在运动方向上变得扁平化。这种现象在当今通常被归因于洛伦兹收缩。在利用麦克斯韦方程计算出的力场中也可以看到类似的现象。此外，还可以识别出一个波前的存在。值得注意的是，在波前区域内，作用力不再是有心力。这一效应被称为“轫致辐射”。
因此，电磁波现象并不包含在韦伯电动力学之中。正因如此，韦伯电动力学仅适用于所有相关电荷都以缓慢且匀速运动的情况。

### 两种电动力学中的牛顿第三定律
在麦克斯韦电动力学中，牛顿第三定律对粒子并不适用。粒子施加力于电磁场，电磁场施加力于粒子，但粒子之间并不直接相互施力。因此，两个相邻的粒子不一定会受到大小相等、方向相反的力。与此相关，麦克斯韦电动力学预测，只有当同时考虑粒子动量和周围电磁场动量时，动量守恒定律和角动量守恒定律才成立。所有粒子总动量不一定守恒，因为粒子可能将一部分动量传递给电磁场，反之亦然。著名的辐射压现象证明了电磁波确实能够“推动”物质。有关更多细节，请参见麦克斯韦应力张量和坡印亭矢量。
韦伯力定律则大不相同：所有粒子，无论大小和质量，都严格遵循牛顿第三定律。因此，韦伯电动力学与麦克斯韦电动力学不同，粒子具备动量守恒和粒子角动量守恒。

### 点电荷在麦克斯韦电动力学中的势能
在麦克斯韦方程中，来自邻近电荷对某一电荷产生的力{\displaystyle \mathbf {F} }可以通过结合杰斐缅柯方程和洛伦兹力定律来计算。相应的势能近似为：
{\displaystyle U_{\rm {Max}}\approx {\frac {q_{1}q_{2}}{4\pi \epsilon _{0}r}}\left(1-{\frac {\mathbf {v_{1}} \cdot \mathbf {v_{2}} }{2c^{2}}}-{\frac {(\mathbf {v_{1}} \cdot \mathbf {r} )(\mathbf {v_{2}} \cdot \mathbf {r} )}{2r^{2}c^{2}}}\right),}
其中{\displaystyle \mathbf {v} _{1}}和{\displaystyle \mathbf {v} _{2}}分别是{\displaystyle q_{1}}和{\displaystyle q_{2}}的速度；为了简化，这里忽略了相对论效应和推迟时间，详见达尔文拉格朗日量。
利用这些表达式，可以推导出安培定律和法拉第电磁感应定律的常规形式。重要的是，韦伯电动力学并不预测类似毕奥-萨伐尔定律的表达式，而通过测试安培定律与毕奥-萨伐尔定律之间的差异，便成为检验韦伯电动力学的一种方法。

## 实验检验

### 局限性
根据现有的认识，韦伯电动力学是一种不完整的理论。势能表达式(3)表明它是泰勒级数的第一项，即仅在速度较小且加速度极低的情况下近似有效。然而，问题在于，即使在这些条件下，韦伯电动力学和麦克斯韦电动力学也并不等价。
由于韦伯电动力学仅在低速度和低加速度条件下近似有效，因此只有在满足这些条件和要求的情况下，将其与麦克斯韦电动力学进行实验比较才是合理的。在许多否定韦伯电动力学的实验中，这些条件并未得到满足。有趣的是，在遵守韦伯电动力学适用限制的实验中，韦伯电动力学的预测结果往往比麦克斯韦电动力学更符合测量数据。

### 不支持韦伯电动力学的实验

#### 速度依赖性检验·
韦伯力中的速度依赖项可能导致气体从容器中逸出时带电。然而，由于用于设定这些限制的电子是库仑束缚的，重整化效应可能会抵消速度依赖的修正项。其他相关实验包括旋转载流螺线管、观察金属冷却过程以及利用超导体实现较大的漂移速度。这些实验均未发现与库仑定律存在任何偏差。通过观察粒子束的电荷可以提供较弱的限制，但可以测试高速度粒子对麦克斯韦方程速度依赖修正的影响。

#### 加速度依赖性检验
赫尔曼·冯·亥姆霍兹观察到，韦伯电动力学预测某些配置下的电荷表现得好像具有负惯性质量。然而，一些科学家对亥姆霍兹的观点提出了质疑。通过测量一个置于高电压偏置球形导体内部的氖灯的振荡频率，可以对这一预测进行检验。目前尚未观察到与麦克斯韦理论存在显著偏差的结果。

#### 与量子电动力学的关系
量子电动力学（QED）或许是物理学中经过最严格检验的理论，其极其复杂的预测已被验证，精度优于十亿分之十：详见量子电动力学的精确检验。由于麦克斯韦方程可以作为QED方程的经典极限导出，因此如果QED是正确的（这也是主流物理学家广泛认可的观点），那么麦克斯韦方程和洛伦兹力定律也必然是正确的。